# クロツヤシカクワガタ属
クロツヤシカクワガタ属（クロツヤシカクワガタぞく Pseudorhaetus）は昆虫綱・甲虫目・クワガタムシ科に属する分類群。台湾からベトナムにかけて分布する属。シカクワガタ属に比べ上翅の光沢が強いこと複眼後方が丸くなるということを特徴とする。

## 生態
- 本属はシカクワガタ属と異なり、「材に産卵する傾向が強い」もしくは材にしか産まないことが多い。

オオシカクワガタ属に近い生態を持つため、シカクワガタとしてはより原始的な分類になる。

## 形態
外見はベトナムシカクワガタ属に似るが鏡面のような光沢があるのが特徴。
- 大アゴの根元はシカクワガタ属のようには折れ曲がらない。

大アゴ自体はあまり湾曲せず、湾曲具合はフタマタクワガタ属に似ている。

## 種類
2種1亜種に分けられる。
オーベルチュールクロツヤシカクワガタ Pseudoraetus oberthuri Planet, 1889
体長はオスが29.4 - 59.3mm、メスが26.2 - 36.0mm。体全体が鏡面のような光沢を持つ種。中国の雲南省、ベトナム北部に分布。2001年までは稀種だったが、以降は普通種となった。本種がクロツヤシカクワガタ属の基準種。
チュウゴククロツヤシカクワガタ P. sinicus sinicus (Boileau, 1911)
体長はオスが34.0 - 62.2mm、メスが31.0 - 37.0mm。中国（海南島・江西省・福建省）に分布。本種と前種は代置種の関係にある。
ザウテルクロツヤシカクワガタ P. s. concolor Benesh, 1960
体長はオスが25.0 - 62.9mm、メスが20.0 - 38.3mm。台湾に分布する。台湾中部から北部の標高300-1800mの山地帯に生息し、ライトではあまり採集されず、ほとんどは樹液で採集されている。青剛檪などの木の細枝にペアでついていることが多い。もともと本亜種の学名はsauteriだった。